# Bryum floresianum
Bryum floresianum là một loài Rêu trong họ Bryaceae. Loài này được (Müll. Hal. ex Renauld & Cardot) Paris mô tả khoa học đầu tiên năm 1894.